# Poisson-lune argenté
Monodactylus argenteus
Espèce
Le poisson-lune argenté (Monodactylus argenteus) est une espèce de poissons de la famille des Monodactylidés.
Il est souvent maintenu en aquarium d'eau saumâtre en aquariophilie.

## Répartition géographique
L'aire de répartition du poisson-lune argenté se trouve depuis la mer Rouge, les côtes de l'Afrique de l'Est, de Samoa, du nord des îles Yaeyama, jusqu'au sud de la Nouvelle-Calédonie et l'Australie.

## Habitat
C'est un poisson d'eau saumâtre vivant dans les baies, les estuaires, les mangroves et les cours inférieurs des fleuves. Il y vit en banc d'une centaine d'individus.
Le poisson lune argenté supporte des variations importantes de la salinité de l’eau : il peut vivre aussi bien dans l'eau douce que dans l'eau de mer.

## Description

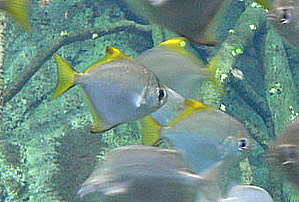
Poisson lune argenté

Le Poisson lune argenté a un corps haut, très comprimé latéralement, presque rond qui forme un triangle avec les nageoires. Il peut mesurer jusqu'à 25 cm de long. Ses grands yeux sont traversés par une bande verticale noire, une seconde bande se situe au niveau des opercules et borde un côté de la nageoire anale. Son corps est argenté, et ses nageoires possèdent des reflets jaunâtres. Les spécimens juvéniles présentent la plus grande intensité de jaune, elle s'estompe avec l'âge.
Il est souvent confondu avec Monodactylus sebae, mais il est facile à distinguer par ses bandes noires qui traverse ou commence à partir de la nageoire caudale, de couleur plus sombre et moins jaune.
En magasin, il peut être confondu avec Pterophyllum scalare qui ne présente pas du tout les mêmes exigences.

## Alimentation
Ce poisson mange du plancton et divers débris.

## En aquarium

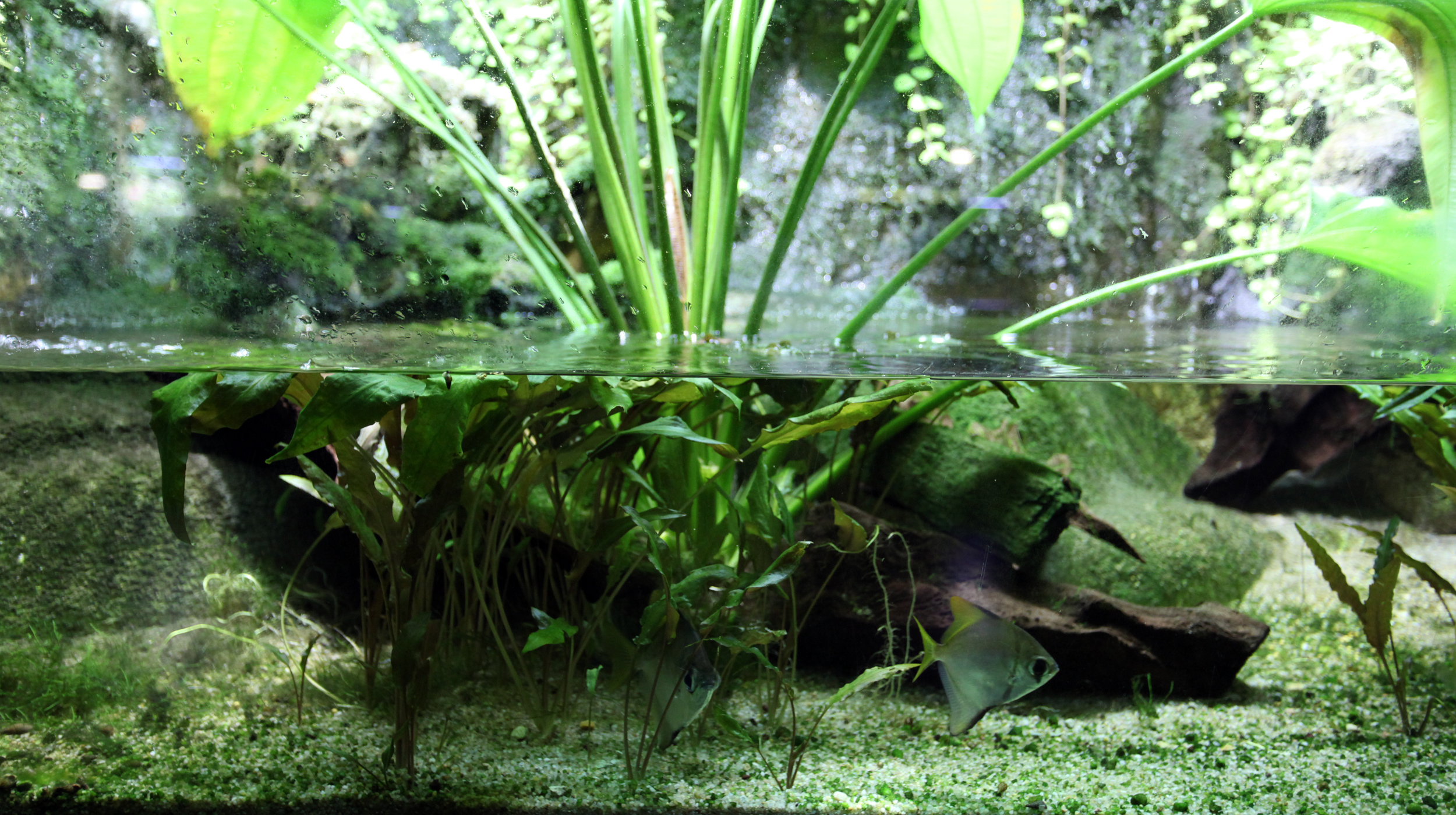
Poisson-lune argenté dans une reconstitution de mangrove.

Le poisson-lune argenté est l'un des poissons les plus maintenu en aquarium d'eau saumâtre, il est regrettable que quelques amateurs ne se renseignent sur les paramètres dont il a vraiment besoin et comment il vit dans son habitat naturel. Il s'agit d'un poisson grégaire qui a besoin d'être maintenu en groupes d'au moins trois individus.
Il peut atteindre jusqu'à 25 cm, mais le plus souvent 20 cm en aquarium.
Sa plus grande exigence est qu'il réside dans une légère eau saumâtre, mais les spécimens juvéniles se déplacent en aval de l'océan, ce qui signifie qu'ils s'y développent. Ils doivent être acclimatés à l'augmentation de la densité de la salinité. Pour imiter ce cycle en aquarium, on ajoute 1-2 cuillères à soupe de sel marin par litre d'eau.
Ils peuvent cohabiter avec d'autres poissons, tant qu'ils sont pacifiques, tels que des poissons archers, des mollies etc
Il n'y a pas eu de rapports de reproduction en aquarium, et le dimorphisme sexuel n'est pas connu.
| Origine         | Afrique   | Eau           | eau saumâtre     |
| Dureté de l'eau | 15-25 °GH | pH            | entre 7,5 et 8,5 |
| Température     | 26-28 °C  | Volume mini.  | 300 l            |
| Alimentation    | omnivore  | Taille adulte | 25 cm            |
| Reproduction    | ovipare   | Zone occupée  | milieu           |
| Sociabilité     | grégaire  | Difficulté    | forte            |